# Реш, Томас
Томас Реш (известен также как Томас Велоцианус, лат. Thomas Velocianus, ум. 1520, Кремс) — австрийский гуманист эпохи Возрождения, бакалавр теологии, с 1509 года ректор Венского университета. Член венского кружка гуманистов, в который входили
Иоганнес Стабиус,
Георг Таннштеттер,
Стиборий,
Стефан Розинус,
Иоганн Куспиниан, реформатор
Иоахим Вадиан.
Многие члены кружка были приближёнными ко двору императора Священной Римской империи Максимилиана I.